# Ani Jane Mugrditchian
Ani Jane Mugrditchian (arab. ‏اني جان مكرديشيان‎, ur. 11 maja 1953) – libańska pływaczka, uczestniczka letnich igrzysk olimpijskich.
Mugrditchian reprezentowała Liban podczas letnich igrzysk olimpijskich 1972 w Monachium na dystansie 100 metrów stylem klasycznym. Swój udział zakończyła w eliminacjach, podczas których uzyskała czas 1:29,71.